# Cariniana estrellensis
Cariniana estrellensis är en tvåhjärtbladig växtart som beskrevs av Carl Ernst Otto Kuntze. Cariniana estrellensis ingår i släktet Cariniana och familjen Lecythidaceae. Inga underarter finns listade i Catalogue of Life.

## Bildgalleri

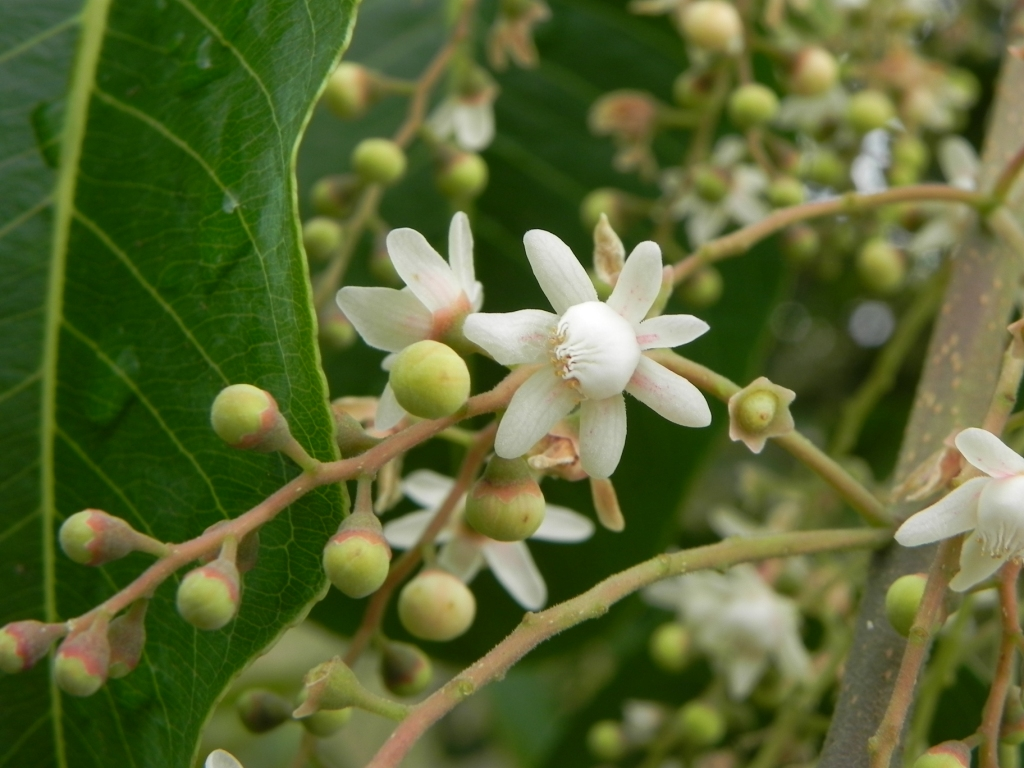
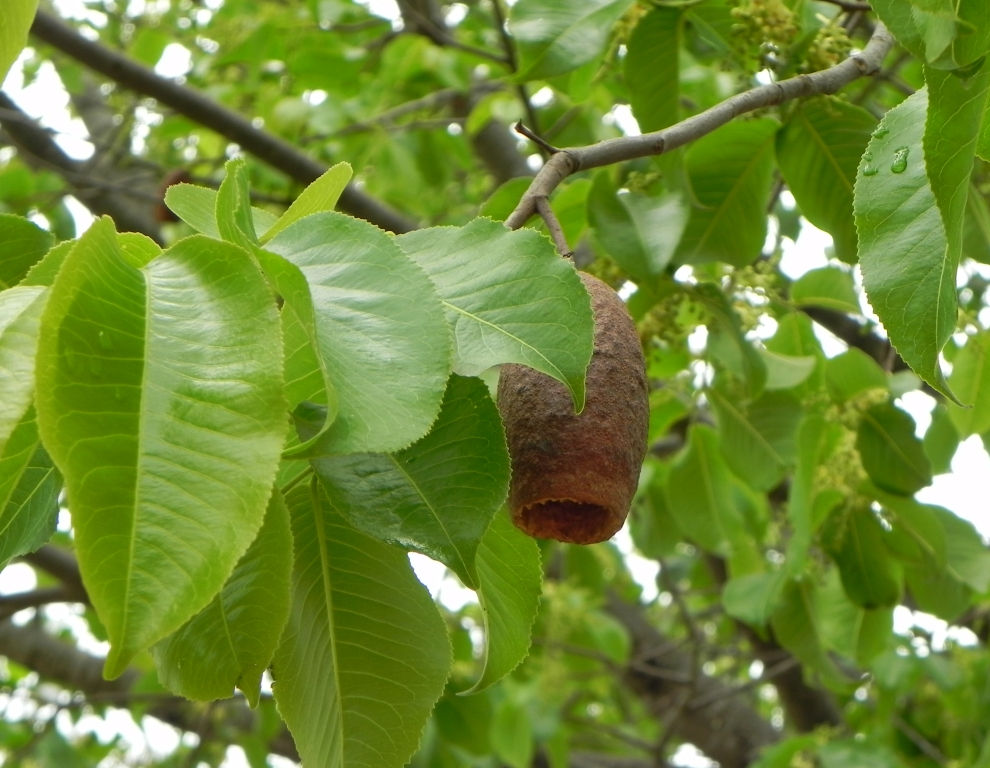
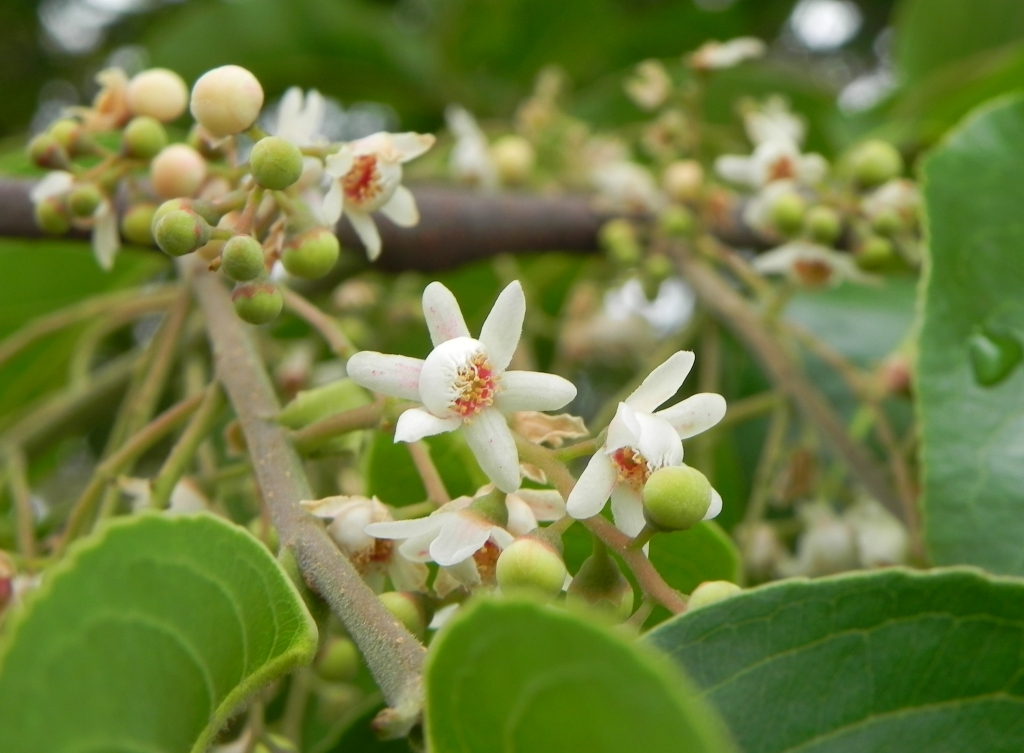
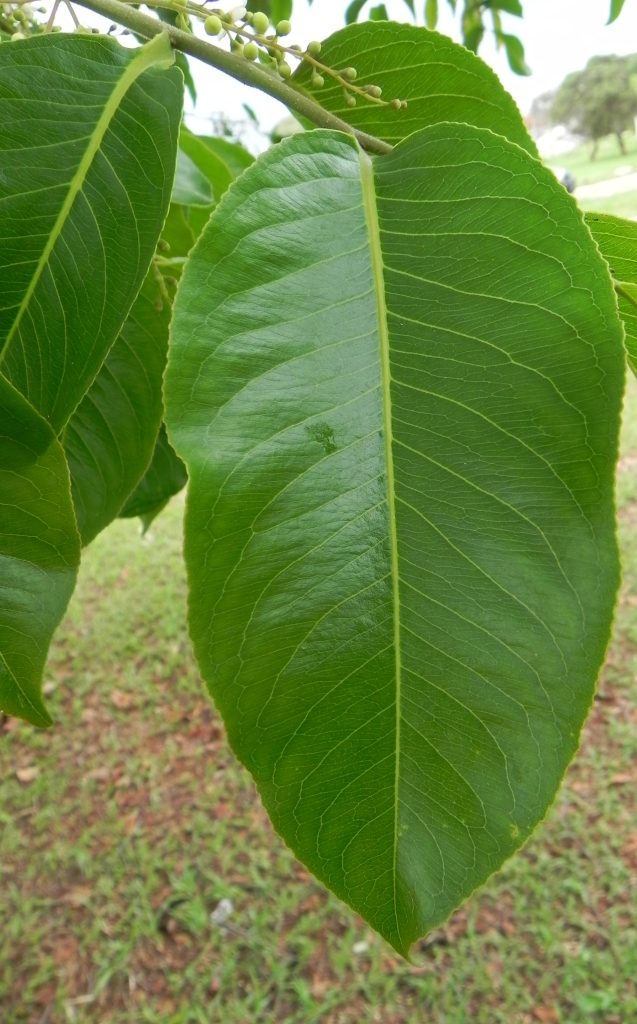